# Szkolna Kasa Oszczędności
Szkolna Kasa Oszczędności (SKO) – istniejący od lat 20. XX w. szkolny system oszczędzania, w ramach którego uczniowie gromadzą pieniądze na specjalnych rachunkach bankowych. System został zainicjowany przez Pocztową Kasę Oszczędności. Po II wojnie światowej system był rozwijany przez Powszechną Kasę Oszczędności.
Obecnie jest prowadzony m.in. przez PKO Bank Polski i niektóre banki spółdzielcze. W 2012 roku PKO Bank Polski uruchomił system kont SKO dostępnych przez Internet. Głównym założeniem programu jest upowszechnianie idei oszczędzania, szerzenia postaw przedsiębiorczych wśród dzieci i młodzieży oraz promowania współpracy w grupie rówieśników. Według informacji własnych PKO BP z SKO korzysta aż 1/3 szkół w całej Polsce.

## Historia
Już w XVIII w. Komisja Edukacji Narodowej postulowała o rozszerzenie programów nauczania o aspekt finansowy, jednak z realizacją tego pomysłu trzeba było poczekać do początków XX w., gdy na ziemiach polskich zaczęto tworzyć szkolne kasy oszczędności. Pierwsza z nich powstała w 1906 r. w Sokalu. Prawne uregulowanie funkcjonowania SKO nastąpiło w 1925 r. wraz z wydaniem przez Ministra Wyznań Religijnych i Oświecenia Publicznego, Stanisława Grabskiego, specjalnego okólnika, w którym wskazywał, że „młodzieży szkolnej należy wpajać umiejętność i zasady oszczędzania pieniędzy”. Jednym ze sposobów realizacji tego celu miało być tworzenie SKO. W roku szkolnym 1934/1935 r. kuratelę nad działalnością SKO objęła Pocztowa Kasa Oszczędności. Do wybuchu II wojny światowej (w jej trakcie działalność została zawieszona) SKO działały w blisko 14 tysiącach szkół różnych typów, skupiając ponad milion członków.
Działalność SKO wznowiono w 1947 roku. Kolejne lata to okres największego wzrostu liczby szkół uczestniczących w programie – do 1957 roku założono je w niemal 20 tysiącach placówek w całym kraju. W 1971 roku prowadzenie SKO przez Powszechną Kasę Oszczędności (powstała w 1950 r. w miejsce zlikwidowanej Pocztowej Kasy Oszczędności) zostało uregulowane zarządzeniem Ministra Oświaty i Szkolnictwa Wyższego. W 1999 roku PKO Bank Polski zdefiniował prowadzenie SKO w swoim statucie jako jedno z zadań banku.